# El circ (Seurat)
El circ (en francès, Cirque) és un quadre del pintor francès Georges Pierre Seurat. Està realitzat en oli sobre llenç. Mesura 180 cm d'alt i 148 cm d'ample. Va ser pintat en 1891. Es troba en el Museu de Orsay, París, França. Seurat representa el circ, amb la seva atmosfera festiva.
Aquest quadre tracta el tema del circ, freqüentat en aquests mateixos anys 1880 per altres autors com Renoir, Degas i Toulouse-Lautrec. Seurat ho tracta amb la tècnica puntillista, en un quadre en el qual predomina el color groc. Seurat va reduir la seva paleta a quatre colors principals, amb els seus tons intermedis, en estat pur; predominen el groc i el violeta, complementaris. Usava aquests colors en estat pur, mitjançant petits tocs juxtaposats que es fonien en la retina de l'espectador.
És l'última obra de Seurat, començada un any abans de morir de diftèria. Va realitzar nombrosos esbossos per a aquesta obra i la va deixar incompleta. Va ser adquirit per Paul Signac que després la va revendre al col·leccionista nord-americà John Quinn, amb la promesa de deixar-ho al Museu del Louvre.
L'obra va ser exposada, encara que no estigués acabada, en el setè Saló dels independents, i durant el temps de l'exposició va morir Seurat.